# ريناتا وينتزكوفيتش
ريناتا وينتزكوفيتش هي عالمة برازيلية في فيزياء المواد المكثفة، اشتهرت بعملها في محاكاة المواد على مستوى ميكانيكا الكم بما في ذلك المشاركة في مشروع كوانتوم إسبريسو. وهي أستاذة في علوم المواد والفيزياء التطبيقية وعلوم الأرض والبيئة في جامعة كولومبيا.
وينتزكوفيتش حاصل على درجة الدكتوراه من جامعة كاليفورنيا، بيركلي. قبل انضمامها إلى هيئة التدريس بجامعة كولومبيا عملت في جامعة مينيسوتا. وهي زميلة الجمعية الفيزيائية الأمريكية والجمعية الأمريكية لتقدم العلوم، وفي عام 2013 تم انتخابها في الأكاديمية الأمريكية للفنون والعلوم.